# 米氏短吻獅子魚
米氏短吻獅子鱼，为輻鰭魚綱鮋形目杜父魚亞目狮子鱼科的其中一種。分布於東北大西洋區的愛爾蘭南方海域，頭小，體延長，鰭膜黑色，腹部吸盤小，尾下骨碟單個，尾上骨無，屬深海魚類，棲息在水深3920至3990公尺的水域，生活習性不明。